# Terry Venables
Terence Frederick „Terry” Venables (ur. 6 stycznia 1943 w Dagenham, zm. 25 listopada 2023) – angielski piłkarz i trener piłkarski. W połowie lat 80. został szkoleniowcem Barcelony i przyczynił się do wyciągnięcia Katalończyków z trwającego blisko dekadę kryzysu sportowego. Od 1993 do 1996 roku był selekcjonerem reprezentacji Anglii, z którą na Mistrzostwach Europy 1996 zdobył brązowy medal. Mniej udana okazała się późniejsza przygoda z Leeds United. Przez jakiś czas wspierał rozwój futbolu w Australii, a w sierpniu 2006 roku powrócił do pracy z reprezentacją Anglii, tym razem w roli asystenta Steve’a McClarena.

## Kariera piłkarska
Był solidnym ligowym zawodnikiem. Przez sześć sezonów grał w Chelsea, z którą wywalczył awans do ekstraklasy oraz Puchar Ligi Angielskiej. W 1967 roku, już w barwach Tottenhamu Hotspur, zdobył Puchar Anglii. Sportową przygodę zakończył w wieku 33 lat. Był wówczas piłkarzem stołecznego Crystal Palace.

## Sukcesy piłkarskie
- awans do ekstraklasy w sezonie 1962–63 oraz Puchar Ligi Angielskiej 1965 z Chelsea
- Puchar Anglii 1967 z Tottenhamem

W ekstraklasie angielskiej rozegrał 510 meczów i strzelił 64 gole. 
 W reprezentacji Anglii rozegrał 2 mecze.

## Kariera szkoleniowa
Pracę szkoleniową rozpoczynał w trzecioligowym Crystal Palace, z którym w ciągu trzech lat awansował do pierwszej ligi. W 1980 roku odszedł do Queens Park Rangers. Rangersów, grających wówczas w drugiej lidze, najpierw doprowadził do finału Pucharu Anglii, w którym przegrali z Tottenhamem Hotspur, a sezon później wprowadził do ekstraklasy. Wkrótce zespół po zajęciu piątego miejsca w tabeli, wystąpił w Pucharze UEFA.
W 1984 roku pojawiła się propozycja od przeżywającego kryzys FC Barcelona. Venables pracował w klubie ze stolicy Katalonii przez trzy sezony. Już w pierwszym odzyskał utracone jedenaście lat wcześniej mistrzostwo Hiszpanii, a w następnym z drużyną, w której barwach nie grało wówczas wielu znanych zawodników, awansował do finału Pucharu Mistrzów. 7 maja 1986 roku na stadionie w Sewilli Barca przegrała ze Steauą Bukareszt po rzutach karnych (0:0, k. 0:2), a bohaterem tamtego meczu był rumuński bramkarz Helmuth Duckadam, który obronił wszystkie cztery jedenastki wykonywane przez Katalończyków. Anglik został zwolniony w połowie 1987 roku, kiedy Barcelona straciła szansę na mistrzostwo kraju.
W październiku tego roku objął stanowisko managera Tottenhamu Hotspur. Zakres obowiązków Venablesa był znacznie większy niż innych trenerów w innych zespołach, wielu dziennikarzy zarzucały mu niegospodarność i kilka finansowych wpadek z tego okresu. Sukcesem sportowym szkoleniowca było zdobycie w 1991 roku Pucharu Anglii i zajęcie rok wcześniej trzeciego miejsca w lidze.
Po porażce w eliminacjach do Mistrzostw Świata 1994 w październiku 1993 roku ze stanowiska trenera kadry zrezygnował Graham Taylor. Na jego następcę kilka dni później wybrano Venablesa, którego nadrzędnym celem było przygotowanie zespołu do Mistrzostw Europy 1996. Turniej odbywał się w Anglii, więc reprezentacja nie musiała rozgrywać meczów kwalifikacyjnych. Po otrzymaniu nominacji na selekcjonera wyszły na jaw niejasności finansowe z czasów jego pracy w Tottenhamie, część opinii publicznej domagała się natychmiastowego zwolnienia szkoleniowca. Szefowie Angielskiej Federacji Piłkarskiej nie zmienili jednak swojej decyzji. Na Euro 1996 Anglicy grali skutecznie i efektownie, kibice do dziś chętnie wspominają grupowe zwycięstwa nad Szkocją (2:0) i przede wszystkim nad Holandią (4:1). W ćwierćfinale Synowie Albionu pokonali po rzutach karnych Hiszpanię, a w meczu półfinałowych, także po serii jedenastek, ulegli przyszłym triumfatorom Niemcom. Po turnieju Venables, zgodnie z wcześniejszymi zapowiedziami, podał się do dymisji.
Po epizodzie w Portsmouth, gdzie przez kilka miesięcy pełnił obowiązki dyrektora sportowego, został selekcjonerem reprezentacji Australii, walczącej o awans do Mundialu 1998. Ostatecznie batalię o mistrzostwa Australijczycy przegrali w barażach z Iranem.
Później pracował ponownie w Crystal Palace, Middlesbrough FC, który wraz z Bryanem Robsonem uratował przed degradacją z ekstraklasy, a w lipcu 2002 roku został trenerem Leeds United. Po ośmiu miesiącach pracy szkoleniowca zdymisjonowano. W ciągu tego czasu klub przegrał większość meczów ligowych, odpadł z rozgrywek o Puchar Anglii, Puchar Ligi (z obu został wyeliminowany przez pierwszoligowy Sheffield United F.C.) oraz Puchar UEFA (porażka z hiszpańską Málagą), a najlepsi piłkarze – Rio Ferdinand, Robbie Keane, Lee Bowyer, Olivier Dacourt, Robbie Fowler i kapitan Dominic Matteo, skłóceni z trenerem, przeszli do innych klubów. Venables zostawił Leeds na szesnastym miejscu w tabeli.
Od 2003 do połowy 2006 roku mieszkał i pracował w Australii, gdzie przyczynił się do powstania profesjonalnych rozgrywek ligowych, a także do rozwoju piłki nożnej w tym kraju, na co przykładem był awans reprezentacji prowadzonej przez Guusa Hiddinka do Mundialu 2006 oraz przejście z najsłabszej konfederacji kontynentalnej OFC do nieco silniejszej AFC, której Australia stała się członkiem 1 stycznia 2006 roku. Od 1 sierpnia 2006 roku był asystentem selekcjonera reprezentacji Anglii Steve’a McClarena. Stracił pracę w listopadzie 2007 po przegranych przez Anglię eliminacjach do Euro 2008.

## Sukcesy szkoleniowe
- awans do II ligi w sezonie 1976–77 oraz awans do ekstraklasy w sezonie 1978–79 z Crystal Palace
- awans do ekstraklasy w sezonie 1982–83 oraz finał Pucharu Anglii 1982 z Queens Park Rangers
- mistrzostwo Hiszpanii 1985, wicemistrzostwo Hiszpanii 1986 i 1987 oraz finał Pucharu Mistrzów 1986 z Barceloną
- Puchar Anglii 1991 i półfinał Pucharu Anglii 1993 z Tottenhamem

- brązowy medal Mistrzostw Europy 1996 z reprezentacją Anglii
- awans do barażów do Mistrzostw Świata 1998 z reprezentacją Australii